# Da Hip Hop Witch
Pour plus de détails, voir Fiche technique et Distribution.
Da Hip Hop Witch est un film d'horreur américain réalisé par Dale Resteghini, sorti en 2000. Tous les acteurs rappeurs apparaissant dans le film jouent leur propre rôle.

## Synopsis
Un vent de panique souffle chez les stars américaines du rap. Toutes sont hantées par l'esprit d'une sorcière, la Hip Hop Witch. Si un puissant producteur de musique offre dix millions de dollars à quiconque la mettra hors d'état de nuire, les ravages de la terreur continuent. Loin d'être intéressée par l'argent, la journaliste Dee Dee Washington mène l'enquête sur l'incontrôlable malédiction.

## Fiche technique
- Titre : Da Hip Hop Witch
- Titre alternatif : Shady Talez
- Réalisateur : Dale Resteghini
- Scénario : Dale Resteghini
- Musique : Eminem
- Genre : Horreur, comédie horrifique, film musical
- Durée : 85 minutes
- Sortie : 2000

## Distribution
- Eminem : lui-même
- Spliff Star : lui-même
- Vanilla Ice : lui-même
- Prodigy & Havoc (Mobb Deep) : eux-mêmes
- Pras : lui-même
- Ja Rule : lui-même
- Vitamin C : elle-même
- Killah Priest : lui-même
- Rah Digga : elle-même
- The Outdidaz : eux-mêmes
- Charli Baltimore : elle-même
- Stach Jae Johnson : Dee Dee Washington
- Dale Resteghini : Wil
- Mia Tyler : Me.
- Steve Grillo : Muzzle
- Amy Dorris : Rave Girl
- William Harbour : Shaggy
- Tessen : Pug
- Dina Herdigein : Dina